# Barneveld
Barneveld là một đô thị thuộc tỉnh Gelderland, Hà Lan. Đô thị này có diện tích 175.96 km², dân số là người.